# Модульный разъём
Модульный разъем — вид электрического соединителя, применяемый в системах связи, сетях и телефонии.

## История
Начало истории AT&T неразрывно связано с Александром Беллом — его имя до сих пор носят некоторые дочерние компании. AT&T была основана как Bell Telephone Company Александром Грэмом Беллом, Томасом Уотсоном и Гардинером Грином Хаббардом после того, как Белл запатентовал телефон в 1875 году.. Первая телефонная линия была проложена в 1878 году в Нью-Хейвене (Коннектикут).
К 1881 году Bell Telephone Company стала Американской телефонной компанией Белла. Одной из её дочерних компаний была основанная в 1885 году Американская телефонно-телеграфная компания (AT&T), которая 30 декабря 1899 года приобрела активы своей материнской компании American Bell Telephone, став новой материнской компанией.
В 1882 году компания купила у Western Union электрическую компанию Western Electric, которая стала производственной базой. В 1925 году AT&T основала Лаборатории Белла (Bell Telephone Laboratories, Bell Labs), которые оказались очень продуктивными: здесь были изобретены транзистор и фотоэлемент, положено начало радиоастрономии, разработаны операционная система Unix и язык программирования Си.
С 1907 года AT&T взяла курс на покупку конкурирующих телефонных компаний с целью присоединения их к своей сети и унификации стандартов телефонной связи. В 1913 году между AT&T и антимонопольным комитетом было достигнуто так называемое соглашение Кингсбери (Kingsbury Commitment), которым за AT&T закреплялся статус естественной монополии, однако она должна была согласовывать покупку конкурентов и тарифы с антимонопольным комитетом, а также предоставлять свои сети в пользование другим операторам. AT&T создала сеть местных телефонных компаний в Соединённых Штатах и на протяжении большей части XX века AT&T и её дочерние компании обладали монополией на телефонную связь, утверждённой в 1913 году государственными органами в соответствии с соглашением Кингсбери. Эта была известна как система Белла (Bell System), монополия на рынке телефонных услуг США.
В телефонной системе Белла, согласно Закону о связи 1934 года, телефонные компании владели всем телекоммуникационным оборудованием и не допускали подключения стороннего оборудования. Телефоны, как правило, были стационарными, но могли быть установлены с разъёмами телефонной системы Белла для обеспечения мобильности. Судебное дело Hush-A-Phone против Соединённых Штатов (1956) и решение Федеральной комиссии по связи (FCC) Carterfone (1968) внесли изменения в эту политику и потребовали от Bell System разрешить некоторые соединения, что привело к разработке зарегистрированных интерфейсов с использованием новых типов миниатюрных разъёмов.
Первые типы небольших модульных телефонных разъёмов были созданы компанией AT&T в середине 1960-х годов для подсоединения телефонной трубки и сетевых шнуров к телефону Trimline. В то же время на работу компании были нарекания со стороны антимонопольного комитета и других контролирующих органов, в частности, связанные с тем, что AT&T обязывала абонентов использовать только телефоны, произведённые Western Electric, причём они не продавались, а сдавались в аренду, и арендная плата составляла значительную часть доходов компании. В 1968 году федеральная комиссия по связи обязала AT&T разрешить подключение к сети аппаратов других производителей.
В начале 1970-х годов Bell System, столкнувшись со спросом на несколько телефонных аппаратов в жилых домах с разной длиной шнура, представила наборы деталей и телефонов, которые можно было подключать к розеткам, продававшиеся через магазины PhoneCenter. С этой целью в июне 1972 года компания Illinois Bell начала устанавливать модульные телефонные аппараты в ограниченном масштабе. Патенты Эдвина К. Хардести и его коллег US 3699498 (1972) и Патент США 3860316 (1975 г.), за которым последовали другие усовершенствования, стал основой для модульных пластиковых разъёмов, которые к 1980-м годам стали обычным явлением для телефонных шнуров. В 1976 году эти разъёмы были стандартизированы на национальном уровне в Соединённых Штатах в рамках программы Registration Interface Федеральной комиссии по связи, которая определила ряд спецификаций Registered Jack (RJ) для подключения оборудования клиентов к PSTN.
В 1974 году начался процесс Министерства юстиции США против AT&T, который завершился в 1982 году решением разделить компанию на AT&T Communications, предоставляющей услуги междугородней связи, и семь региональных телефонных компаний. Название AT&T осталось только у компании, предоставляющей услуги дальней связи (AT&T Communications, позже — AT&T Corporation). Конкуренция в этом сегменте рынка телекоммуникаций возрастала с каждым годом, доля AT&T сократилась с 90 % в 1984 году до 50 % в середине 90-х. В 1995 году AT&T Corporation разделилась на три самостоятельные компании: Lucent Technologies (в которую вошли Лаборатории Белла и Western Electric), NCR Corporation (включившую компанию Teradata) и коммуникационную компанию, сохранившую название AT&T. AT&T Wireless был выделен в самостоятельную компанию в 2001 году. Исследовательское подразделение AT&T, созданное после отделения бывших AT&T Bell Labs (Лабораторий Белла), получило название AT&T Labs. В 2005 году AT&T Corporation объединилась с SBC Communications, образовав крупнейшую телекоммуникационную компанию США.
Когда в 1980-х годах телефонная индустрия США была реформирована для развития конкуренции, спецификации подключения стали федеральным законом, изданным Федеральной комиссией по связи и закреплённым в Своде федеральных постановлений (СФП), раздел 47 CFR, часть 68, подраздел F, заменён T1.TR5-1999.
В январе 2001 года Федеральная комиссия по связи делегировала ответственность за стандартизацию подключений к телефонной сети новой частной отраслевой организации, Административному совету по терминальному оборудованию (ACTA). Для этого делегирования Федеральная комиссия по связи удалила подраздел F из CFR и добавила подраздел G. ACTA черпает свои рекомендации по подключению терминалов из стандартов, опубликованных инженерными комитетами Ассоциации телекоммуникационной индустрии (TIA). ACTA и TIA совместно опубликовали стандарт TIA/EIA-IS-968, заменивший информацию CFR.
В TIA-968-A, текущей версии этого стандарта, подробно описаны физические аспекты модульных разъёмов, но не проводка. Вместо этого TIA-968-A включает в себя стандарт T1.TR5-1999 «Каталог конфигурации проводки сетевых и клиентских интерфейсных разъёмов» в качестве ссылки. С публикацией стандарта TIA-968-B описания разъёмов были перенесены в стандарт TIA-1096-A.

## Номенклатура
Обозначение хPyC расшифровывается: xP — количество позиций (направляющих для жил) в разъёме, yC — количество контактов в разъёме.
Модульные разъёмы часто называют «Модульными телефонными разъёмами и штекерами», «Разъёмами RJ» и «Разъёмами и штекерами Western» (modular phone jack and plug, RJ connector, and Western jack and plug соответственно), сам термин «модульный разъём» возник в результате его первоначального использования в модульных компонентах телефонной связи компанией Western Electric в 1960-х годах.
Зарегистрированные обозначения разъёмов описывают сигналы и проводку, используемые для передачи голоса и данных на интерфейсах общественной коммутируемой телефонной сети (PSTN), доступных для клиентов. К ним относятся 6P2C, используемые для подключения телефонных линий, и 4P4C, используемые для подключения телефонных трубок. Обычно для обозначения физического разъёма используется зарегистрированный номер разъёма; например, обычный модульный разъём 8P8C часто обозначается как RJ45, потому что в стандарте зарегистрированного разъёма с похожим названием RJ45S указан аналогичный, но модифицированный модульный разъём 8P8C. Аналогичным образом, различные шестипозиционные модульные разъёмы могут называться RJ11. Точно так же разъём 4P4C иногда называют RJ9 или RJ22, хотя официальных обозначений не существует.

## Конструкция
У модульных разъёмов есть «половая принадлежность»: вилки считаются «мужскими», а розетки или гнезда — «женскими». Вилки используются для подключения кабелей и шнуров, а розетки — для стационарного подключения на поверхности стен, панелей и оборудования. Кабели с модульной вилкой на одном конце и розеткой на другом встречаются редко, за исключением телефонных удлинителей. Вместо этого кабели обычно подключаются с помощью переходника «гнездо-гнездо», в котором два гнезда соединены последовательно.

### Фиксирующий выступ и ориентация
Большинство модульных разъемов сконструировано с защелкивающимся механизмом, который обеспечивает физическое соединение. Когда вилка вставляется в гнездо, пластиковый язычок на вилке фиксируется за выступ в розетке, так что вилку нельзя извлечь, не отсоединив язычок, прижав его к корпусу вилки. Стандартная ориентация для установки гнезда на вертикальной поверхности — язычком вниз.
Модульная вилка часто устанавливается с защитным колпачком, пластиковым покрытием, закрывающим язычок и корпус, чтобы язычок не цеплялся за другие шнуры или края, что может привести к чрезмерному изгибу или поломке язычка. Бесконтактные шнуры обычно изготавливаются путем установки защитного колпачка до обжима модульной вилки.

### Размер и контакты
Модульные разъёмы обозначаются двумя числами, которые указывают на максимальное количество контактных позиций и количество установленных контактов. За каждым числом следуют P и C соответственно. Например, 6P2C — это разъём с шестью позициями и двумя установленными контактами. В альтернативных обозначениях буквы опускаются, а количество позиций и контактов разделяется x (6x2) или косой чертой (6/2).
Если контакты не установлены, они обычно не подключаются к внешним положениям, обращённым внутрь, так что количество контактов почти всегда чётное. Положения корпуса разъёма с неподключёнными или не соединёнными контактами не используются для электрического соединения, но обеспечивают правильную посадку вилки. Например, недорогие телефонные шнуры часто имеют разъёмы с шестью положениями и четырьмя контактами, к которым подключаются только два провода, передающие только линию 1 от одно-, двух- или трёхпроводного разъёма.
Контактные позиции пронумерованы последовательно, начиная с 1. Если смотреть на штекер спереди, то контактная позиция 1 находится слева, а у вилки — справа. Контакты пронумерованы в соответствии с контактной позицией. Например, на шестипозиционном двухконтактном штекере, где крайние четыре позиции не имеют контактов, два контакта пронумерованы 3 и 4.
Модульные разъёмы выпускаются в четырёх размерах: на четыре, шесть, восемь и десять позиций. Изолирующие пластиковые корпуса разъёмов 4P и 6P имеют разную ширину, в то время как корпуса разъёмов 8P и 10P имеют ещё большую ширину.
| Соединитель | Длина | Ширина | Высота |
| ----------- | ----- | ------ | ------ |
| 4P4C        |       | 7,7    |        |
| 6P6C        | 13,34 | 9,85   | 6,60   |
| 8P8C        | 22,48 | 11,68  | 8,00   |

Внутри контактов в разъёмах есть острые зубцы, которые при обжиме смещают изоляцию провода и соединяются с проводниками внутри — этот механизм известен как смещение изоляции. Кабели могут иметь как сплошные, так и многожильные (мишурные) проводники, и конкретный разъём предназначен только для одного типа. Острые зубцы в разъёмах, предназначенных для каждого типа провода, различаются, и несоответствие типа разъёма типу провода приводит к ненадёжным соединениям. Модульная вилка для цельного (одножильного) провода часто имеет три слегка расходящихся контакта на каждом контакте, которые надежно охватывают и фиксируют проводник, скользя по его внешней стороне, а вилка для многожильного провода имеет контакты, которые предназначены для того, чтобы протыкать изоляцию и проходить насквозь, контактируя с несколькими жилами провода.
Размеры модульных разъёмов таковы, что более узкий штекер можно вставить в более широкий разъём, в котором больше контактов, чем в штекере, при этом крайние контакты разъёма останутся незадействованными. Высота области, в которую вставляется штекер, составляет 0,260 дюйма (6,60 мм), а расстояние между контактами — 0,040 дюйма (1,02 мм) (шаг контактов), поэтому ширина зависит от количества контактов. Однако не все штекеры всех производителей имеют такую возможность, и некоторые производители разъемов предупреждают, что их гнезда не предназначены для установки штекеров меньшего размера без повреждений. Если во вставленном штекере отсутствуют пазы для размещения контактов разъема на самых крайних концах, это может привести к необратимой деформации этих крайних контактов несовместимого разъема. При установке несовместимого штекера может возникнуть чрезмерное сопротивление, поскольку крайние контакты в гнезде сильно деформируются.
Некоторые модульные разъемы имеют индекс, что означает, что их размеры намеренно нестандартны, что препятствует подключению к разъемам стандартных размеров. Средством индексации могут быть нестандартные размеры или формы поперечного сечения, размеры или конфигурация удерживающего механизма. Например, модифицированный модульный разъем с использованием смещенного фиксирующего выступа был разработан Digital Equipment Corporation для предотвращения случайного обмена данными и телефонными кабелями, а фирма Siemens выпускает разъём MOTION-CONNECT с дополнительной парой для подвода питания.
Были разработаны специальные модульные разъёмы (например, Siemon UP-2468), которые имеют дополнительные пазы помимо стандартных контактов, чтобы можно было подключить более широкий разъём без повреждений. Эти специальные разъёмы можно визуально идентифицировать, внимательно осмотрев дополнительные пазы, отлитые в корпусе разъёма. Литые пластиковые корпуса специальных разъёмов могут быть окрашены в голубоватый цвет для быстрого распознавания. Специальные штекеры предпочтительны для испытательного оборудования и адаптеров, которые можно быстро подключать к большому количеству соответствующих разъёмов в быстрой последовательности для проведения испытаний. Использование специальных штекеров позволяет избежать непреднамеренного повреждения тестируемого оборудования, даже если более узкий штекер вставляется в номинально несовместимый более широкий разъём.

## 4P4C

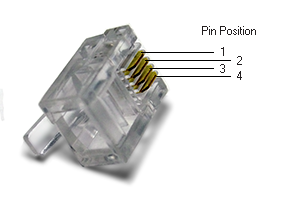
Модульный разъём RJ14

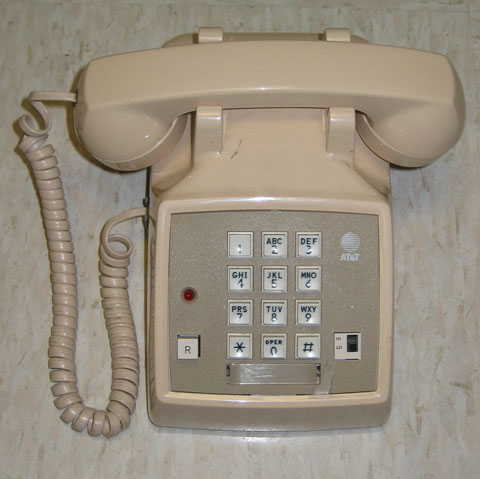
Wired telephone that uses 4P4C connectors for the coiled handset cord.

Четырёхпозиционный четырёхпроводной (4P4C) разъем является стандартным модульным разъемом, используемым на обоих концах телефонных шнуров для подключения к трубке, и поэтому его часто называют разъемом для подключения к трубке.
Этот разъем для телефонной трубки не является зарегистрированным разъемом, поскольку он не предназначен для прямого подключения к телефонным линиям. Однако его часто называют RJ9, RJ10 или RJ22.

### Использование

#### Проводка телефонной трубки
В гарнитурах и часто в гарнитурных телефонах обычно используется разъем 4P4C. Два центральных контакта обычно используются для приемника, а внешние контакты соединяют передатчик таким образом, что изменение полярности проводников на концах шнура не влияет на передачу сигнала. В другом оборудовании, в том числе в гарнитурах с функцией громкой связи, это может быть иначе.

#### Порт передачи данных
В Macintosh 128K, Macintosh 512K и Macintosh Plus производившихся фирмой Apple, а также Amiga 1000 производства Commodore, разъем 4P4C используется для подключения клавиатуры к корпусу основного компьютера. Разъем подает питание на клавиатуру по двум внешним контактам и принимает сигналы данных по внутренней паре. Кабель между компьютером и клавиатурой представляет собой витой шнур, внешне очень похожий на телефонный кабель. В разъёме Amiga 1000 используется перекрёстная разводка, как в телефонной трубке. Однако в разъёме компьютеров Apple используется прямая разводка с поляризацией. Использование телефонного кабеля вместо прилагаемого кабеля может привести к короткому замыканию источника питания +5 В постоянного тока и повредить компьютер Apple или клавиатуру.
Модульные разъёмы часто используются для передачи данных, например для последовательных соединений, из-за их компактных размеров. Например, некоторые телевизионные приставки DirecTV имеют порт передачи данных 4P4C с переходником для подключения к последовательному порту компьютера для управления телевизионной приставкой.

## 6P6C

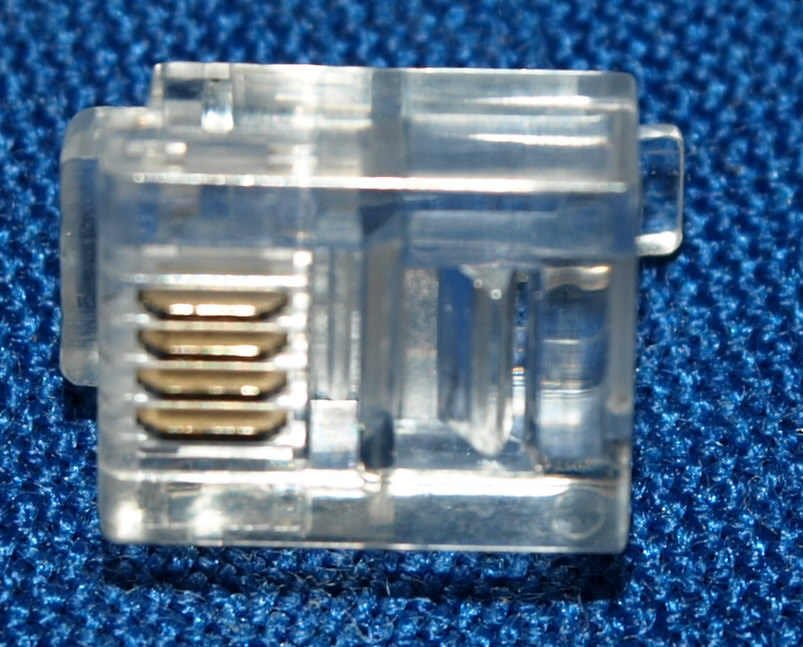
6P4C crimp-on style connector.

Модульные разъёмы 6P2C, 6P4C и 6P6C использует один и тот же шестипозиционный модульный корпус разъема, но с разным количеством контактов.
Наиболее известны незапитываемые зарегистрированные разъёмы (RJ11, RJ14 и RJ25 соответственно), а также 6P4C и 6P6C для питаемых разъёмов (RJ11 и RJ14, в которых питание подаётся на внешние пары).
В этих интерфейсах:
- RJ11 — это физический интерфейс, часто используемый для подключения одной телефонной линии.
- RJ14 похож на него, но предназначен для подключения двух линий,
- RJ25 — для подключения трёх линий.
- RJ61 — это аналогичный зарегистрированный разъём для подключения четырёх линий, но с разъёмом 8P8C.

Контакты разъема 6P6C пронумерованы от 1 до 6 слева направо, если держать разъем стороной с контактами вниз, а отверстие для кабеля обращено к зрителю.
Структурированные кабельные сети, соответствующие стандартам ANSI/TIA-568, ISO/IEC 11801 (или ISO/IEC 15018 для домашних сетей), широко используются как для компьютерных сетей, так и для аналоговой телефонии. Эти стандарты определяют схемы подключения T568A или T568B, совместимые с Ethernet. Гнездо 8P8C, используемое в структурированных кабельных сетях, физически совместимо с 6-позиционным разъёмом, используемым в RJ11, RJ14 и RJ25. Только RJ11 и RJ14 обладают полной электрической совместимостью, поскольку в разъёмах, совместимых с Ethernet, третья пара RJ25 разделена на две отдельные кабельные пары, что делает эту пару непригодной для аналогового телефона. Третья и четвёртая пары RJ61 также разделены. Несовместимые разъёмы T568A и T568B были необходимы для сохранения электрических свойств третьей и четвёртой пар для Ethernet, который работает на гораздо более высоких частотах, чем аналоговая телефония. Из-за этих несовместимостей, а также из-за того, что RJ25 и RJ61 никогда не были очень распространены, стандарты T568A и T568B в значительной степени вытеснили RJ25 и RJ61 для телефонов с более чем двумя линиями.
| Расположение | Пара | Приём и вызов | ± | RJ11            | RJ14            | RJ25 | Цвет провода в витой паре | Цвет в 25-парном кабеле | Устаревшие цвета | Цвета в Германии | Цвета в Австралии | Цвета в Нидерландах | Схема                                             |
| ------------ | ---- | ------------- | - | --------------- | --------------- | ---- | ------------------------- | ----------------------- | ---------------- | ---------------- | ----------------- | ------------------- | ------------------------------------------------- |
| 1            | 3    | T             | + | Does not appear | Does not appear | T3   | белый с зелёным           | белый с зеленыйм        | Белый            | Розовый          | Оранжевый         | Does not appear     | Разъем 6P6C, показывающий расположение контакта 1 |
| 2            | 2    | T             | + | Does not appear | T2              | T2   | белый с оранжевым         | белый с оранжевым       | черный           | зелёный          | красный           | оранжевый           | Разъем 6P6C, показывающий расположение контакта 1 |
| 3            | 1    | R             | − | R1              | R1              | R1   | синий                     | синий с белым           | красный          | белый            | синий             | красный             | Разъем 6P6C, показывающий расположение контакта 1 |
| 4            | 1    | T             | + | T1              | T1              | T1   | белый с синим             | белый с синим           | зелёный          | коричневый       | белый             | синий               | Разъем 6P6C, показывающий расположение контакта 1 |
| 5            | 2    | R             | − | Does not appear | R2              | R2   | оранжевый                 | оранжевый с белым       | желтый           | желтый           | черный            | белый               | Разъем 6P6C, показывающий расположение контакта 1 |
| 6            | 3    | R             | − | Does not appear | Does not appear | R3   | зелёный                   | зелёный с белым         | синий            | серый            | зелёный           | Does not appear     | Разъем 6P6C, показывающий расположение контакта 1 |

1. ↑  Создан в 1950-х годах для кабелей с полиэтиленовой изоляцией (PIC).Хорн, Ф. У. (октябрь 1958 г.). "'Кабель с четным количеством витков' (PDF). Bell Laboratories Record. 37 (5): 208–217. Получено 13 октября, 2022.Horn, F. W. (October 1958). 'Even-Count' Cable (PDF). Bell Laboratories Record. 37 (5): 208–217. Дата обращения: 2022-10-13.
2. ↑  В то время как старый сплошной цветовой код был хорошо известен для пары 1 и, как правило, для пары 2, существует несколько противоречащих друг другу соглашений для пары 3 (а иногда даже для пары 2). Приведённые выше цвета были взяты у поставщика серебристого матового плоского 8-проводного телефонного кабеля, который считается стандартным. В 6-парных сплошных (старых) телефонных кабелях, ранее использовавшихся телефонной системой, наконечник пары 3 был белым, но некоторые производители могут заменять белый цвет на оранжевый. По крайней мере, ещё один производитель плоских 8-жильных кабелей использует последовательность синий, оранжевый, чёрный, красный, зелёный, жёлтый, коричневый и белый/серый.
3. ↑  Эта цветовая схема взята из ныне отмененного национального стандарта DIN 47100. Приведенная здесь схема является правильным цветовым кодом для взаимодействия со стандартами разъемов RJ.
4. ↑  (nl) Документ поддержки для 'нормы PTT 88' ". Watel (на нидерландском языке). стр. 8. Архивировано (PDF) из оригинала 8 октября 2016 г. (нидерл.). Watel 8. Архивировано 8 октября 2016 года.

Однако в немецком бытовом телефонном оборудовании и в некоторых соседних странах вилки и розетки 6P4C обычно используются только для подключения телефонного шнура к базовому блоку телефона, в то время как на другом конце для подключения к интерфейсу поставщика услуг используется механически отличающийся разъём TAE. В более старых базовых блоках могут быть дополнительные разъёмы TAE (E, W, a2, b2) и розетки, не соответствующие стандарту RJ, которые можно напрямую подключить к вилкам TAE. Кроме того, в плоских кабелях DIN 47100 провода обычно располагаются в порядке возрастания. При использовании непосредственно с разъёмами 6P4C цветовая маркировка может быть неопределённой.

### Электрическое соединение разъёма RJ11
Кабели, продаваемые как RJ11, на самом деле часто используют разъёмы 6P4C (шесть позиций, четыре контакта) и проводку RJ14 — четыре провода, идущие к центральной распределительной коробке. Два из шести возможных положений контактов соединяют передающую и принимающую цепи, а два других положения контактов могут быть неиспользуемыми или обеспечивать низковольтное питание для ночника или других функций телефонной трубки. В некоторых установках также требовался дополнительный контакт для заземления при выборе мелодии звонка.
В версии интерфейса RJ11 с питанием контакты 2 и 5 (чёрный и жёлтый) могут подавать низковольтное питание переменного или постоянного тока. В то время как телефонная линия на контактах 3 и 4 (красный и зелёный) обеспечивает достаточное питание для большинства телефонных терминалов, старым телефонным терминалам с лампами накаливания, таким как Western Electric Princess и Trimline, требуется больше питания, чем может обеспечить телефонная линия. Как правило, питание на контакты 2 и 5 подаётся с помощью адаптера переменного тока, подключённого к ближайшей розетке, которая потенциально может подавать питание на все разъёмы в доме.

## 8P8C

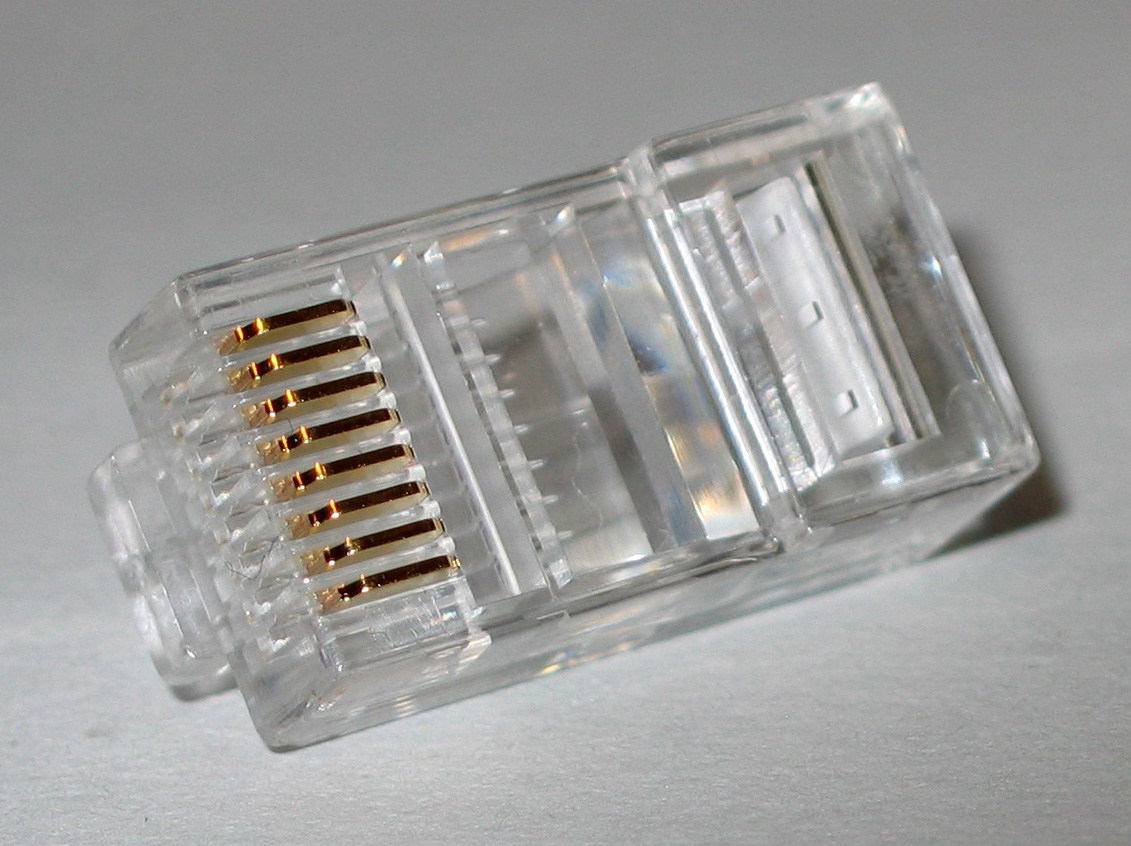
Модульный штекер 8P8C, ещё не обжатый на кабеле

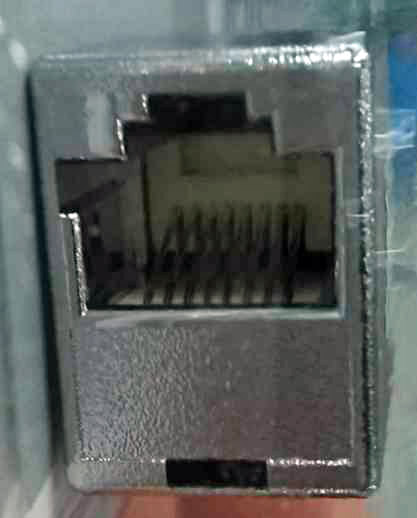
Розетка модульного разъёма 8P8C с выступом (разъём, использовавшийся в устаревшей спецификации RJ45S)

8-контактный 8-позиционный разъем (8P8C) — это модульный разъем, обычно используемый для подключения витой пары и многожильного плоского кабеля. Эти разъёмы обычно используются для передачи данных по витой паре, для подключения к телефонной сети и в других телефонных приложениях, для последовательной передачи данных по стандарту RS-232 с использованием стандартов ANSI/TIA-568 (ранее TIA/EIA-568) и Yost, а также в других приложениях, связанных с неэкранированной витой парой, экранированной витой парой и многожильным плоским кабелем.
Модульное соединение 8P8C состоит из штекерного разъёма и гнездовой розетки, каждая из которых имеет по восемь контактов, расположенных на равном расстоянии друг от друга. На штекере контакты представляют собой плоские металлические пластины, расположенные параллельно корпусу разъёма. Внутри розетки контакты представляют собой металлические пружинящие провода, расположенные под углом к интерфейсу подключения. При соединении штекера с розеткой контакты соприкасаются и создают электрическое соединение. Пружинящие контакты розетки обеспечивают надёжное соединение.
Оригинальный разъем RJ45S предназначался для высокоскоростных модемов и устарел. Разъем RJ45S соединяется с модульным разъемом 8P2C с ключом, и имеет контакты 4 и 5 (средние положения), подключенные к кольцевому и концевому проводам одной телефонной линии, и контакты 7 и 8, замыкающие программный резистор. Это другой механический интерфейс и схема подключения, чем в стандартах ANSI/TIA-568 T568A и T568B с разъёмом 8P8C в Ethernet и телефонных приложениях. Универсальные модульные разъёмы 8P8C аналогичны тем, что используются в варианте RJ45S, хотя штекер RJ45S имеет ключ и не совместим с модульными разъёмами 8P8C без ключа.
Монтажники телефонной связи, которые подключали модемы RJ45S или телефонные разъёмы RJ61X, были знакомы с назначением контактов в стандарте. Однако стандартные модульные разъёмы без ключа стали повсеместно использоваться в компьютерных сетях и неофициально получили название RJ45.

### Размер и контакты
Форма и размеры модульного разъёма 8P8C указаны для применения в телефонной связи США Административным советом по подключению терминалов (ACTA) в национальном стандарте ANSI/TIA-1096-A и международном стандарте ISO-8877. В этом стандарте не используется сокращение 8P8C, и он охватывает не только модульные разъёмы 8P8C, но и другие типы модульных разъёмов, однако модульный разъём 8P8C — это описанный в нём восьмиконтактный разъём.
Для приложений, связанных с передачей данных (LAN, структурированные кабельные системы), международный стандарт IEC 60603 в частях 7-1, 7-2, 7-4, 7-5 и 7-7 определяет не только физические размеры, но и требования к высокочастотным характеристикам экранированных и неэкранированных версий этого разъема для передачи частот до 100, 250 и 600 МГц.

Проводка T568A, определённая в TIA-568

Проводка T568B, определённая в TIA-568

Разъемы 8P8C часто подключаются с использованием назначений T568A или T568B, которые определены в стандарте ANSI/TIA-568. На рисунках справа показано, что медные соединения и пары одинаковы, разница лишь в том, что оранжевая и зелёная пары (цвета) поменяны местами. Кабель, подключенный как T568A на одном конце и как T568B на другом конце (пары Tx и Rx поменяны местами), является кроссовым кабелем Ethernet. До широкого распространения автоматического MDI-X для соединения аналогичного сетевого оборудования (например, концентраторов Ethernet с концентраторами Ethernet) иногда использовался кроссировочный кабель. Кроссировочные кабели до сих пор иногда используются для соединения двух компьютеров без коммутатора или концентратора, однако большинство используемых сегодня сетевых карт (NIC) поддерживают автоматический MDI-X для автоматической настройки в зависимости от типа подключённого кабеля. Кабель, подключенный одинаково с обоих концов, называется коммутационным или сквозным кабелем, потому что назначение контактов/пар не меняется. Если коммутационный или сквозной кабель используется для подключения двух компьютеров с сетевыми адаптерами, поддерживающими автоопределение MDI-X, один из сетевых адаптеров настроится на смену функций своих пар проводов Tx и Rx.
| Контакт | Пара по T568A | Цвет по T568A              | Пара по T568B | Цвет по T568B              | Сигнал 10BASE-T/100BASE-TX     | Сигнал 1000BASE-T/10GBASE-T | Жила | Схема |
| ------- | ------------- | -------------------------- | ------------- | -------------------------- | ------------------------------ | --------------------------- | ---- | --- |
| 1       | 3             | белый с зелёной полосой    | 2             | белый с оранжевой полосой  | TD+                            | DA+                         | tip  | Нумерация контактов на лицевой стороне вилки. Подключенные контакты на вилке и разъеме имеют одинаковый номер. |
| 2       | 3             | целиком зелёный            | 2             | целиком оранжевый          | TD−                            | DA−                         | ring | Нумерация контактов на лицевой стороне вилки. Подключенные контакты на вилке и разъеме имеют одинаковый номер. |
| 3       | 2             | белый с оранжевой полосой  | 3             | белый с зелёной полосой    | RD+                            | DB+                         | tip  | Нумерация контактов на лицевой стороне вилки. Подключенные контакты на вилке и разъеме имеют одинаковый номер. |
| 4       | 1             | целиком синий              | 1             | целиком синий              | Не подключен / Не используется | DC+                         | ring | Нумерация контактов на лицевой стороне вилки. Подключенные контакты на вилке и разъеме имеют одинаковый номер. |
| 5       | 1             | белый с синей полосой      | 1             | белый с синей полосой      | Не подключен / Не используется | DC−                         | tip  | Нумерация контактов на лицевой стороне вилки. Подключенные контакты на вилке и разъеме имеют одинаковый номер. |
| 6       | 2             | целиком оранжевый          | 3             | целиком зелёный            | RD−                            | DB−                         | ring | Нумерация контактов на лицевой стороне вилки. Подключенные контакты на вилке и разъеме имеют одинаковый номер. |
| 7       | 4             | белый с коричневой полосой | 4             | белый с коричневой полосой | Не подключен / Не используется | DD+                         | tip  | Нумерация контактов на лицевой стороне вилки. Подключенные контакты на вилке и разъеме имеют одинаковый номер. |
| 8       | 4             | целиком коричневый         | 4             | целиком коричневый         | Не подключен / Не используется | DD−                         | ring | Нумерация контактов на лицевой стороне вилки. Подключенные контакты на вилке и разъеме имеют одинаковый номер. |

Обычно доступны два типа штекеров 8P8C и обжимных инструментов для установки штекера на кабель: Western Electric/Stewart Stamping (WE/SS) и Tyco/AMP. Хотя эти два типа похожи, инструменты и типы штекеров нельзя заменять друг на друга. Штекеры, совместимые с WE/SS, доступны у большого количества производителей, в то время как штекеры Tyco/AMP производятся исключительно компанией Tyco Electronics. Оба типа модульных разъемов можно соединить со стандартным модульным разъемом 8P8C.
Оба типа штекеров 8P8C доступны в экранированных и неэкранированных вариантах для различных допустимых значений затухания по мере необходимости. Экранированные штекеры дороже и требуют экранированного кабеля, но имеют меньшее затухание и могут уменьшить электромагнитные помехи.
Хотя более узкий 4-контактный и 6-контактный штекер вставляется в более широкий 8-контактный разъём и соединяется с доступными контактами на штекере, из-за того, что корпус меньшего разъёма может оказывать давление на оставшиеся контакты, меньший разъём может потенциально повредить пружины большего разъёма.

### Использование
Разъемы 8P8C обычно используются в компьютерных сетях, где соединительные кабели на каждом конце заканчиваются модульным разъемом 8P8C, подключенным в соответствии со стандартами TIA/EIA. Большинство проводных соединений Ethernet осуществляется по кабелю категории 5e или категории 6, заканчивающемуся модульным разъемом 8P8C. Этот разъем также используется в других телекоммуникационных соединениях, включая ISDN и T1.
Там, где в здании уже установлена сетевая и телефонная проводка, центральная (синяя) пара часто используется для передачи телефонных сигналов. Хотя это позволяет подключить штекер RJ11, это может повредить модульный разъем; сертифицированный преобразователь предотвращает повреждение. В стационарной телефонной сети разъем 8P8C используется в том месте, где линия входит в здание, чтобы можно было разорвать линию для подключения оборудования для автоматического набора номера, включая панели охранной сигнализации.
Стандарт EIA/TIA-561 описывает использование разъёмов 8P8C для последовательных интерфейсов RS-232. Это приложение часто используется в качестве консольного интерфейса для сетевого оборудования, такого как коммутаторы, маршрутизаторы и бездисковые компьютеры.
Модульные разъёмы 8P8C также часто используются в качестве микрофонных разъёмов для PMR, LMR и любительских радиостанций. Часто распиновка отличается, обычно зеркально (то есть то, что в стандарте ANSI/TIA-568 было бы контактами с 1 по 8, в радиоприёмнике и его руководстве может быть контактами с 8 по 1).
В аналоговой мобильной телефонии разъем 8P8C использовался для подключения мобильного телефона AMPS к (отдельному) базовому блоку; в настоящее время такое использование устарело.
Физический разъем стандартизирован как модульный разъем IEC 60603-7 8P8C с различными категориями характеристик. Физические размеры разъемов «папа» и «мама» указаны в стандартах ANSI/TIA-1096-A и ISO-8877 и обычно подключаются к разъемам T568A и T568B, указанным в стандарте ANSI/TIA-568, для совместимости с телефонной связью и Ethernet.
Аналогичный стандартный разъём RJ45S, который когда-то использовался для подключения модемов и передачи данных, имеет ключ на корпусе 8P8C с дополнительной планкой, которая предотвращает его соединение с другими разъёмами. Визуальное отличие от более распространённого 8P8C незначительно, но это другой разъём. В оригинальном модульном разъёме RJ45S с ключом 8P2C, устаревшем на сегодняшний день, контакты 5 и 4 были подключены к наконечнику и кольцу одной телефонной линии, а контакты 7 и 8 замыкали программирующий резистор.
В каталогах электроники модульные разъёмы 8P8C обычно рекламируются как RJ45. Установщик может подключить разъём к любой раскладке проводов или использовать его как часть общей структурированной кабельной системы, такой как ISO/IEC 15018 или ISO/IEC 11801, с использованием коммутационных панелей 8P8C для телефонной связи и передачи данных.

#### Перекрестные кабели
Маршрутизатор-маршрутизатор перекрестный кабель использует два 8-позиционные разъемы и неэкранированная витая пара (UTP) кабель С по-разному проводные разъемы на каждом конце.

## 10P10C

Расположение контактов для разъема 10P10C

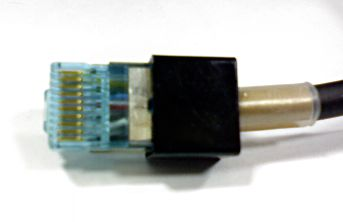
Штекер 10P10C

Разъем 10P10C обычно называют разъемом RJ50, хотя он никогда не был стандартным разъемом. Разъем 10P10C имеет 10 контактных позиций и 10 контактов.
Разъем 10P10C чаще всего используется в запатентованных системах передачи данных.